# 谷口正朋
谷口 正朋（たにぐち まさとも、1946年2月6日 - 2021年5月3日）は、日本の元男子バスケットボール選手である。サウスポーシューター。ミュンヘンオリンピック日本代表。

## 来歴
東京都神田生まれ。
中央大学杉並高等学校(現：中央大学附属高等学校)でバスケを始め、3年次に全日本に選ばれ、世界選手権に出場した。
その後中大に進み、4年次にはインカレ優勝に貢献する。
卒業後、日本鋼管に入社。チームの日本リーグ4連覇などタイトルに多大に貢献し同年の第4回日本リーグでは初代MVPなど個人タイトルも獲得。1970年のユニバーシアードでは旗手を務めた。
1972年ミュンヘンオリンピックに主将として出場。チームは14位の成績に終わったものの得点王を獲得した。
サウスポーであることを活かすとともに、ポンプフェイクからのプルアップジャンパーなど多彩なプレーでフィールドゴールを得るピュアーシュータタイプの選手であった。
1976年現役引退。MVP2回・9年連続ベストファイブ・5年連続得点王を獲得した。
引退後は日本バスケットボール協会の専務理事を歴任。全日本のコーチも務め、JBL指導者研修、JBLバスケットボールドリームプロジェクトなどで後進の指導に携わる。2016年に発足された日本バスケットボール推進協議会の会長も務めた。
2021年5月3日2時33分、膵臓がんのため、茨城県取手市のJAとりで総合医療センターで死去。75歳没。

## 経歴
- 中大杉並高校 - 中央大学 - 日本鋼管（1968年 - 1976年）

## 代表歴
- 1965年ユニバーシアード
- 1967年世界選手権
- ミュンヘンオリンピック
- 1970年ユニバーシアード